# Betty’s Bay
Betty’s Bay (afrikaans: Bettysbaai) ist eine Kleinstadt in der Lokalgemeinde Overstrand, im Distrikt Overberg der südafrikanischen Provinz Westkap. Die Stadt mit 1380 Einwohnern (Stand 2011) liegt zwischen Kleinmond und Pringle Bay, 42 Kilometer südöstlich von Gordon’s Bay an der Küste an der Straße R44 (Clarence Drive).
Erschlossen wurde der langgezogene Ort, ein rund acht Kilometer langes Straßendorf, um 1930 von Harold Nixon Porter. Benannt wurde der Ort nach Betty Youlein, der einzigen Tochter des Unternehmers und Besitzers der Firma Hangklip Beach Estates.

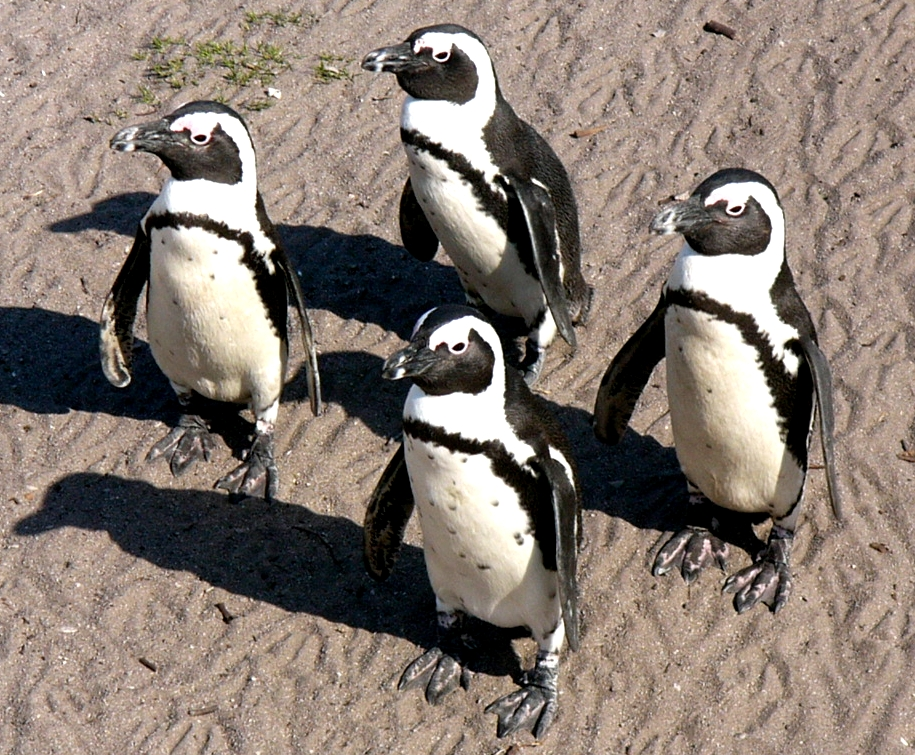
Brillenpinguine am Stony Point in Betty’s Bay

## Geschichte
Zwischen 1912 und 1930 war hier eine Walfangstation angesiedelt, aus der sich langsam der heutige Ort entwickelte.

## Sehenswürdigkeiten
- Harold Porter National Botanical Gardens des South African National Biodiversity Institute[3]
- Kogelberg Nature Reserve, erstes Biosphärenreservat Südafrikas[4]
- Pinguinkolonie am Stony Point[5]
- historische Walfangstation am Stony Point